# 塔拉塔省

塔拉塔省（西班牙語：Provincia de Tarata），是秘魯的省份，位於該國南部塔克納大區，首府是塔拉塔，始建於1874年11月12日，面積2,819平方公里，人口7,461，人口密度每平方公里2.65人。
17°28′27″S 70°01′53″W / 17.4742°S 70.0314°W